# 陳璣 (天啟舉人)
陳璣（17世紀—17世紀），字禮璇，廣東廣州府新會縣潮連人（今江門市蓬江區潮連），明朝政治人物。

## 生平
陳璣是天啟四年（1624年）廣東鄉試舉人，授順昌知縣，善於判案，曾開脫五位無辜抵受土豪罪行的死刑犯；有富民被豪紳誣告貸款千金，他發現豪紳偽證後取卷焚毀，令民心大悅。當時正值旱災，他捐出俸金賬濟，又平價出售積糧，救活數萬人。之後他得沈猶龍推薦，但因為父母去世回籍，服喪完畢在清白堂講學，有門生數千人，曾負宿債在縣內遭控告，知縣劉象震得知後捐俸金百餘兩代償，八十三歲去世。